# Plaça de la Vila (Vilafranca del Penedès)
La Plaça de la Vila de Vilafranca del Penedès és la plaça principal de la capital de l'Alt Penedès i on hi ha l'ajuntament del municipi.
Aquest és un indret on històricament hi han tingut lloc els esdeveniments cabdals de la vida social de la població tal com han destacat descripcions històriques de l'espai d'Antoni Massanell, Josep Vallverdú i Joan Teixidor.
Durant la Dictadura s'ha anomenat oficialment en castellà «plaza del Generalísimo» (1939-1977). Tradicionalment també se'n parla com «La plaça més castellera», en referència a les històriques diades castelleres que s'hi fan des de fa més de dos segles. La diada per excel·lència de la localitat és la Diada de Sant Fèlix, que se celebra cada any el dia 30 d'agost i hi són convidades les quatre millors colles del moment.

## Descripció
Situada al cor de Vilafranca del Penedès, la Plaça de la Vila és una plaça dura on destaquen diferents edificis com el Palau Macià i la Casa de la Vila, situada a la façana oriental, un palau gòtic que el municipi va adquirir al segle xvi per a ser la seu del consistori. Aquesta plaça limita amb la Plaça de Sant Joan, on hi ha la Capella de Sant Joan, tot i que les dues places conformen una unitat visual.

## La plaça més castellera
La Plaça de la Vila és una de les places amb més història i tradició castelleres de tot Catalunya, amb referències de castells bastits des de fa més de dos segles. Durant el segle xix, les diferents confraries de Vilafranca convidaven les dues colles de Valls a la Festa Major i aquestes participaven en les diferents cercaviles i processons, fent castells juntament amb la gran quantitat d'aficionats locals que hi havia. Fins a tal punt era el vincle dels Xiquets de Valls amb Vilafranca que durant molt temps les dues colles s'anomenaren segons la confraria que les contractava: la Muixerra i el Roser. Per tots aquests motius, a la Plaça de la Vila de Vilafranca del Penedès se l'anomena la plaça més castellera, tal com deixa constància la placa situada a la mateixa plaça.
Cada 30 d'agost s'hi celebra una de les millors diades de la temporada i que acull les quatre millors colles castelleres del moment: la Diada de Sant Fèlix. Va ser la festa castellera que es va mantenir, tot a la primeria del segle xx, quan la tradició s'havia gairebé perdut a tota Catalunya. Amb l'única excepció del quatre de deu amb folre i manilles, tota la resta de castells que han estat carregats o descarregats al llarg de la història s'han vist també en aquesta plaça, essent un cas únic en tot el món casteller.
En la taula següent es mostren tots els castells a partir del 4 de 9 amb folre que s'han fet a la Plaça de la Vila des del segle xx i la colla que l'ha carregat o descarregat per primer cop. En negreta, els castells que s'han carregat o descarregat per primer cop en tota la història a la Plaça de la Vila.
| Castell                                  | Colla                             | Carregat               | Colla                             | Descarregat            |
| ---------------------------------------- | --------------------------------- | ---------------------- | --------------------------------- | ---------------------- |
| 4 de 9 amb folre                         | Colla Vella dels Xiquets de Valls | 30 d'agost de 1983     | Castellers de Vilafranca          | 1 de novembre de 1990  |
| 3 de 9 amb folre                         | Colla Vella dels Xiquets de Valls | 30 d'agost de 1986     | Colla Joves Xiquets de Valls      | 30 d'agost de 1988     |
| 9 de 8                                   | Colla Vella dels Xiquets de Valls | 30 d'agost de 2011     | Colla Vella dels Xiquets de Valls | 30 d'agost de 2011     |
| 3 de 8 aixecat per sota                  | Colla Vella dels Xiquets de Valls | 30 d'agost de 2000     | Colla Vella dels Xiquets de Valls | 30 d'agost de 2000     |
| Torre de 9 amb folre i manilles          | Castellers de Vilafranca          | 30 d'agost de 1995     | Castellers de Vilafranca          | 30 d'agost de 1995     |
| Pilar de 8 amb folre i manilles          | Castellers de Vilafranca          | 31 d'agost de 1995     | Castellers de Vilafranca          | 28 de setembre de 1997 |
| 7 de 9 amb folre                         | Castellers de Vilafranca          | 1 de novembre de 2002  | Castellers de Vilafranca          | 1 de novembre de 2002  |
| 5 de 9 amb folre                         | Colla Vella dels Xiquets de Valls | 30 d'agost de 1997     | Castellers de Vilafranca          | 1 de novembre de 1997  |
| 4 de 9 amb folre i l'agulla              | Castellers de Vilafranca          | 1 de novembre de 1995  | Castellers de Vilafranca          | 1 de novembre de 1996  |
| 3 de 9 amb folre i l'agulla              | Castellers de Vilafranca          | 31 d'agost de 2009     | Castellers de Vilafranca          | 31 d'agost de 2009     |
| 4 de 9 sense folre                       | Colla Joves Xiquets de Valls      | 30 d'agost de 2000     | Colla Joves Xiquets de Valls      | 30 d'agost de 2000     |
| Torre de 8 sense folre                   | Castellers de Vilafranca          | 1 de novembre de 1999  | Castellers de Vilafranca          | 1 de novembre de 2010  |
| 3 de 10 amb folre i manilles             | Castellers de Vilafranca          | 15 de novembre de 1998 | Castellers de Vilafranca          | 30 d'agost de 2013     |
| 4 de 10 amb folre i manilles             | Castellers de Vilafranca          | 30 d'agost de 2016     | Castellers de Vilafranca          | 1 de novembre de 2024  |
| Torre de 9 amb folre                     | Castellers de Vilafranca          | 30 d'agost de 2005     | No descarregat                    | No descarregat         |
| Pilar de 9 amb folre, manilles i puntals | Castellers de Vilafranca          | 1 de novembre de 2022  | No descarregat                    | No descarregat         |

| Resultat              |
| --------------------- |
| Descarregat (D)       |
| Carregat (C)          |
| Intent (I)            |
| Intent desmuntat (ID) |

En la taula següent hi apareixen els castells, a partir del 4 de 9 amb folre, que han estat descarregats, carregats o intentats a la Plaça de la Vila per part de les diferents colles que hi han actuat:
| | 4de9f | 3de9f | 9de8 | 3de8ps | Tde9fm | Pde8fm | 7de9f | 5de9f | 4de9fa | 3de9fa | 4de9sf | Tde8sf | 3de10fm | 4de10fm | 9de9f | Tde9sm | Pde9fmp | 3de9sf |
| --- | ----- | ----- | ---- | ------ | ------ | ------ | ----- | ----- | ------ | ------ | ------ | ------ | ------- | ------- | ----- | ------ | ------- | ------ |
| Castellers de Vilafranca                                                                                    | d     | d     | d    |        | d      | d      | d     | d     | d      | d      | d      | d      | d       | d       | c     | c      | c       | i      |
| Colla Vella dels Xiquets de Valls                                                                           | d     | d     | d    | d      | d      | d      |       | d     | d      | i      | d      | d      | d       | id      |       |        |         |        |
| Minyons de Terrassa                                                                                         | d     | d     | d    |        | d      | c      |       | d     | c      |        | d      | i      | d       |         |       |        |         |        |
| Colla Joves Xiquets de Valls                                                                                | d     | d     |      |        | d      | d      |       | d     |        |        | d      | d      |         |         |       |        |         | i      |
| Colla Jove Xiquets de Tarragona                                                                             | d     | d     | d    |        | d      | d      |       | d     | i      |        |        |        | id      |         |       |        |         |        |
| Capgrossos de Mataró                                                                                        | d     | d     |      |        | d      | c      |       | d     |        |        |        |        |         |         |       |        |         |        |
| Castellers de Sants                                                                                         | d     | d     |      |        | d      |        |       | d     |        |        |        |        |         |         |       |        |         |        |
| Xiquets de Tarragona                                                                                        | d     | d     |      |        | d      |        |       | i     |        |        |        |        |         |         |       |        |         |        |
| Castellers de Barcelona                                                                                     | d     | d     | d    |        |        |        |       |       |        |        |        |        |         |         |       |        |         |        |
| Xicots de Vilafranca                                                                                        | d     | d     |      |        |        |        |       |       |        |        |        |        |         |         |       |        |         |        |
| Castellers de la Vila de Gràcia                                                                             |       | c     |      |        |        |        |       |       |        |        |        |        |         |         |       |        |         |        |
| Bordegassos de Vilanova                                                                                     |       | id    |      |        |        |        |       |       |        |        |        |        |         |         |       |        |         |        |
| Castellers de Lleida                                                                                        |       | i     |      |        |        |        |       |       |        |        |        |        |         |         |       |        |         |        |
| Font: Base de Dades de la Coordinadora de Colles Castelleres de Catalunya – Colla Jove Xiquets de Tarragona |       |       |      |        |        |        |       |       |        |        |        |        |         |         |       |        |         |        |

Les diades castelleres que tenen lloc a la Plaça de la Vila són les següents:
- Diada de les Fires de Maig (diumenge del tercer cap de setmana de maig)
- Diada de Vigília (29 d'agost)
- Diada de Sant Fèlix (30 d'agost)
- Diada de Sant Ramon (31 d'agost)
- Diada de la Mare de Déu del Roser (finals d'octubre), organitzada pels Xicots de Vilafranca.
- Diada de Tots Sants (1 de novembre), organitzada pels Castellers de Vilafranca.